# Marco Truttmann
Marco Truttmann (* 27. Februar 1985 in Schwyz) ist ein Schweizer Eishockeyspieler, der zuletzt für den EHC Seewen in der MySports League gespielt hat.

## Karriere
Marco Truttmann begann seine Karriere als Eishockeyspieler beim EHC Seewen, wo er praktisch die ganze Nachwuchsabteilung durchlief. Im Juniorenalter wechselte er dann zum EV Zug, für dessen Profimannschaft er in der Saison 2003/04 sein Debüt in der Nationalliga A gab, wobei er in drei Spielen punktlos blieb. Parallel zu seiner Zeit beim EV Zug lief der Angreifer von 2003 bis 2005 für den HC Ajoie und EHC Olten in der Nationalliga B auf.
Im Sommer 2005 wechselte er zum Drittligisten HC Thurgau, mit dem ihm auf Anhieb der Aufstieg in die NLB gelang. Für seinen neuen Verein stand er bis 2008 in der NLB auf dem Eis. Zudem bestritt der Schweizer in diesem Zeitraum einige Spiele für die Drittligisten SC Weinfelden und EHC Frauenfeld. Mit dem EHC Biel, bei dem er die Saison 2006/07 beendete, wurde Truttmann NLB-Meister. Nachdem er die Saison 2007/08 erneut in Biel beendete, mit dem er wie im Vorjahr Meister der NLB wurde und zudem den Aufstieg in die NLA erreichte, wurde er von diesem verpflichtet. Für den Aufsteiger erzielte er in der Saison 2008/09 in 44 Spielen insgesamt 24 Scorerpunkte, darunter neun Tore.
Nachdem sich Truttmann bei seinem neuen Arbeitgeber den Rapperswil-Jona Lakers, auch bedingt durch eine langwierige Verletzung, nicht durchsetzen konnte, wechselte er nach einem Jahr zurück zum EHC Biel. Die folgende Saison 2012/13 verbrachte der Stürmer beim EHC Olten in der National League B und schloss die Spielzeit als bester Scorer der Qualifikation mit 84 Scorerpunkten in 50 Partien ab und belegte somit vor Ajoie's James Desmarais den ersten Platz, der ebenfalls auf 84 Punkte kam. Ausserdem wurde Truttmann als Stürmer des Jahres der zweithöchsten Schweizer Liga ausgezeichnet.
In seinen ersten vier Saisons beim EHCO sammelte er in 217 Spielen insgesamt 270 Skorerpunkte und gehörte zu den besten Schweizer Spieler der zweiten Spielklasse. Im Dezember 2016 erhielt Truttmann einen neuen Dreijahresvertrag beim EHC Olten und war anschliessend einer der Topverdiener im Oltner Team. In den Spielzeiten 2017/18 und 2018/19 bestritt er aufgrund von Verletzungen nur 41 von 116 Pflichtspielen. Im Herbst 2019 wurde er aufgrund mangelnder Leistungen zunächst nicht mehr eingesetzt und im November 2019 einigte Truttmann sich mit dem EHCO auf eine Vertragsauflösung. Wenige Wochen später erhielt er einen Kurzzeitvertrag beim EHC Kloten, der später bis zum Ende der Saison 2019/20 verlängert wurde.
In der Saison 2021/22 spielte er bis Dezember 2021 für den EHC Seewen in der MySports League.

## Erfolge und Auszeichnungen
- 2006 Aufstieg in die National League B mit dem HC Thurgau
- 2007 Meister der National League B mit dem EHC Biel
- 2008 Meister der National League B und Aufstieg in die National League A mit dem EHC Biel
- 2013 Topscorer der National League B
- 2013 Stürmer des Jahres der National League B